# Campeonato Mundial de Gimnasia Rítmica de 1996
El XX Campeonato Mundial de Gimnasia Rítmica se celebró en Budapest (Hungría) entre el 19 y el 23 de junio de 1996 bajo la organización de la Federación Internacional de Gimnasia (FIG) y la Federación Húngara de Gimnasia.

## Resultados
| Evento                              | Oro                                         | Plata                                                                                           | Bronce                                |
| ----------------------------------- | ------------------------------------------- | ----------------------------------------------------------------------------------------------- | ------------------------------------- |
| Pelota                              | Ekaterina Serebrianskaya · Ucrania · 10,000 | Larisa Liukanenko · Bielorrusia / · Maria Petrova · Bulgaria / · Amina Zaripova · Rusia · 9,950 |                                       |
| Cuerda                              | Larisa Lukianenko · Bielorrusia · 9,950     | Ekaterina Serebrianskaya · Ucrania · 9,933                                                      | Diana Popova Bulgaria 9,800           |
| Mazas                               | Amina Zaripova Rusia 10,000                 | Elena Vitrichenko · Ucrania · 9,950                                                             | Maria Petrova Bulgaria 9,933          |
| Cinta                               | Elena Vitrichenko · Ucrania · 10,000        | Yanina Batirchina Rusia 9,983                                                                   | Eugenia Pavlina · Bielorrusia · 9,950 |
| Grupos concurso completo            | Bulgaria 39,600                             | España · 39,400                                                                                 | Bielorrusia · 39,333                  |
| Grupo (5 con aro)                   | Bielorrusia · 19,866                        | Rusia 19,816                                                                                    | Ucrania · 19,733                      |
| Grupos (3 con pelota + 2 con cinta) | España · 19,816                             | Rusia 19,800                                                                                    | Bielorrusia · 19,700                  |

## Medallero
| Núm. | País        | Oro | Plata | Bronce | Total |
| ---- | ----------- | --- | ----- | ------ | ----- |
| 1    | Ucrania     | 2   | 2     | 1      | 5     |
| 2    | Bielorrusia | 2   | 1     | 3      | 6     |
| 3    | Rusia       | 1   | 4     | 0      | 5     |
| 4    | Bulgaria    | 1   | 1     | 2      | 4     |
| 5    | España      | 1   | 1     | 0      | 2     |

- Datos: Q2559385
- Multimedia: 1996 Rhythmic Gymnastics World Championships / Q2559385